# Die Pariserin
Die Pariserin, op. 238, är en polka-française av Johann Strauss den yngre. Den framfördes första gången den 6 maj 1860 i Ungers Casino i Wien.

## Historia
Nästan 19 år innan Johann Strauss skrev sin Pariser-Polka (op. 382) komponerade han en annan polka som hyllade staden Paris och dess kvinnor: Die Pariserin. Även om Strauss år 1860 ännu inte hade besökt Paris var franska teatersällskap inte ovanliga i Wien och 1860-61 orsakade en speciell trupp med sångerskor och dansöser sensation när de  uppträdde i Sankt Petersburg. Strauss blev bekant med artisterna under sin konsertturné till Ryssland sommaren 1861 och färdigställde en kadrilj med material från deras repertoar. Verket framfördes senare i Wien med titeln Chansonette-Quadrille (op. 259).
Sommaren 1860 fick Strauss en inbjudan att ge konserter i Paris och London men var tvungen att tacka nej då det krockade med hans årliga åtaganden att varje sommar spela i Ryssland under fem månader. När Strauss skulle ge sig av till Ryssland gav han en avskedskonsert i Ungers Casino den 6 maj och vid det tillfället framfördes Die Pariserin. 

## Om polkan
Speltiden är ca 4 minuter och 23 sekunder plus minus några sekunder beroende på dirigentens musikaliska tolkning.